# Большой Скорорыб
Большой Скорорыб — хутор в Подгоренском районе Воронежской области. Административный центр Скорорыбского сельского поселения.

## География
Расположено в 11 км к западу от районного центра.

## Население
| 1859 | 2010 |
| ---- | ---- |
| 522  | ↗573 |